# Juan IV de Bretaña
Juan IV de Bretaña,(1295-1345) duque titular de Bretaña o Juan (II) de Montfort (en Bretón: Yann Moñforzh, en francés: Jean de Montfort) Nacido en 1295 como hijo de Arturo II de Bretaña y de su segunda esposa, Yolanda de Dreux, condesa de Montfort. Título al que accedería al morir su padre en 1322. En 1329 contraería matrimonio con Juana de Nevers, hermana del conde Luis I de Flandes. De esta unión nacerían dos hijos:
- Juan (1339-1399)
- Juana (1341-1399)

## Guerra de Sucesión Bretona
Su medio hermano, Juan III de Bretaña había requerido en varias oportunidades que los hijos nacidos del matrimonio de Yolanda de Dreux y su padre fueran declarados ilegítimos, pero nunca lo logró. Así en vida nombró como su heredera a su sobrina Juana de Penthièvre (hija de su hermano Guido) y al esposo de ésta Carlos de Blois. Pero en los últimos años de la vida del duque este se reconcilió con Juan de Montfort y lo aceptó como heredero legítimo del ducado.
Al morir Juan III en 1341 Blois no retiró sus pretensiones al ducado, por lo que comienza una guerra de sucesión que será una importante antesala de la recién declarada guerra de los Cien Años, alineándose Blois con el rey de Francia, su pariente, Felipe VI, y Montfort con el rey de Inglaterra, Eduardo III.
Entre treguas y dominaciones alternadas de ambos bandos, Juan de Montfort muere el 26 de septiembre de 1345 en Hennebont, quedando como jefe de su bando su hijo de cinco años. El conflicto aún se mantendría por un par de décadas, hasta que Bertrand du Guesclin y el mismo Carlos de Blois, muerto en batalla, fueran derrotados por el propio hijo de Juan de Montfort, transformado ahora sin discusión en duque de Bretaña.
| Predecesor: Juan III | Duque de Bretaña titular 1341-1345 | Sucesor: Juan V de Bretaña |